# Hamry (Plumlov)

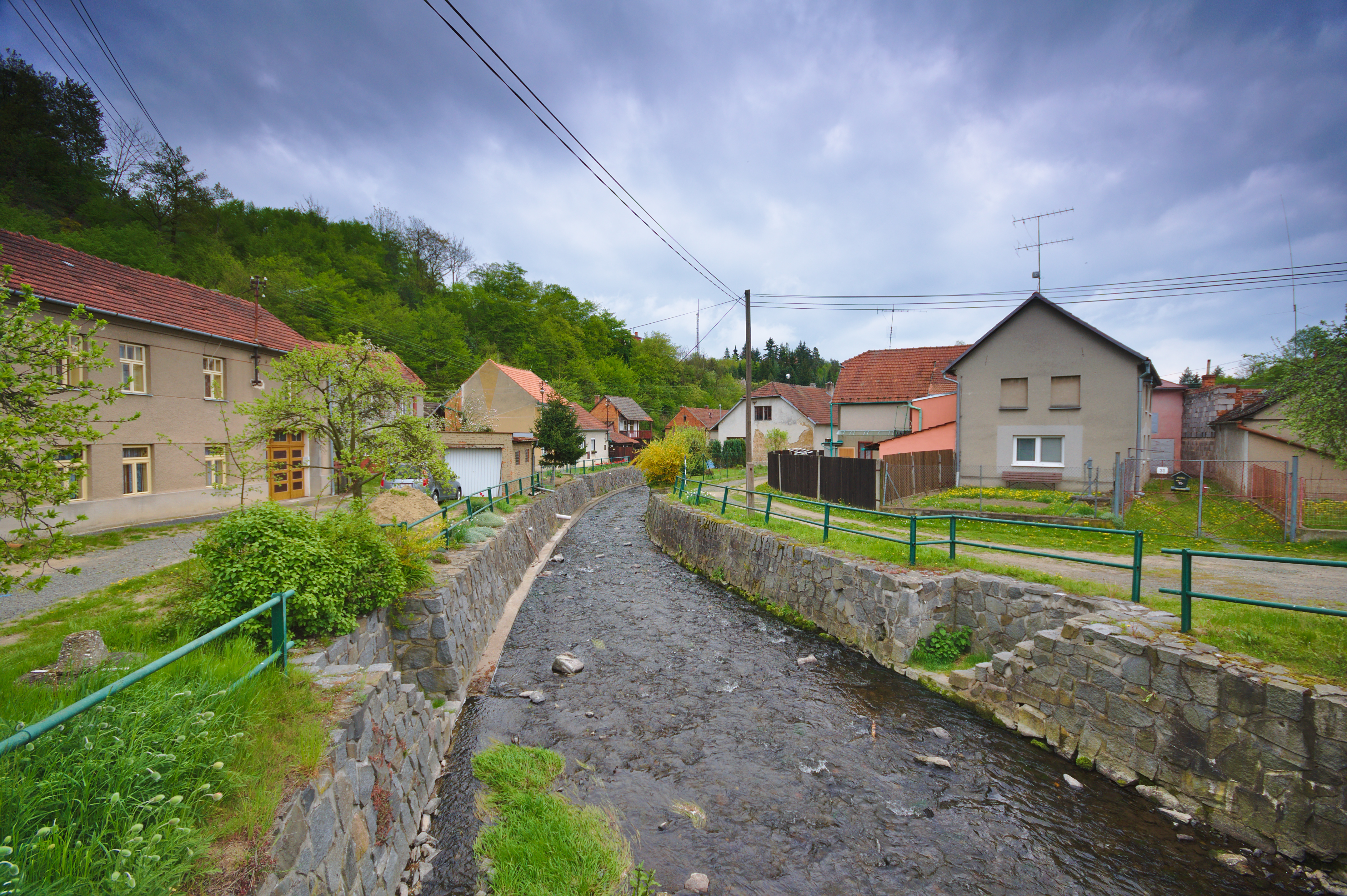
Ortsansicht

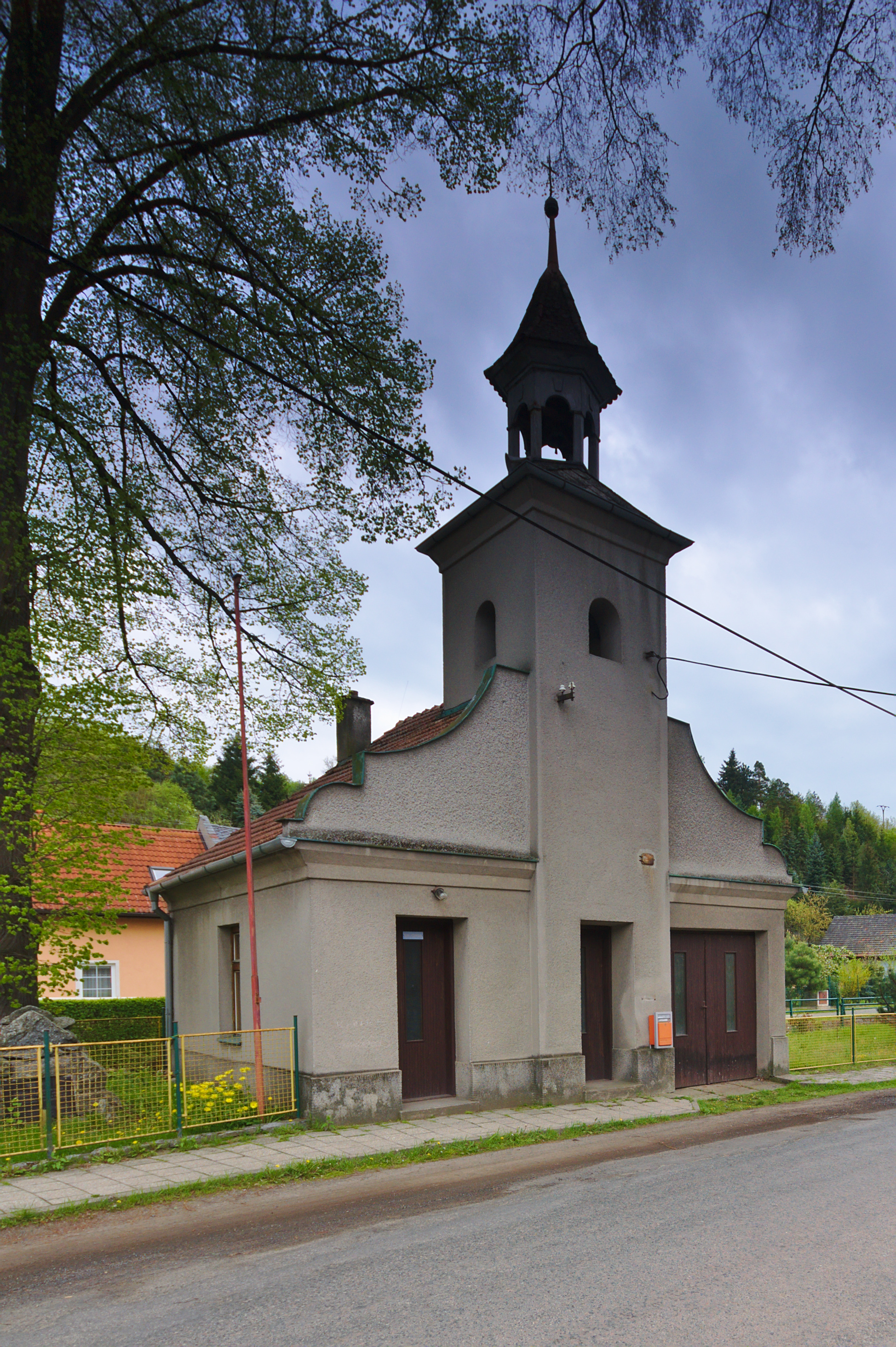
Kapelle und Spritzenhaus

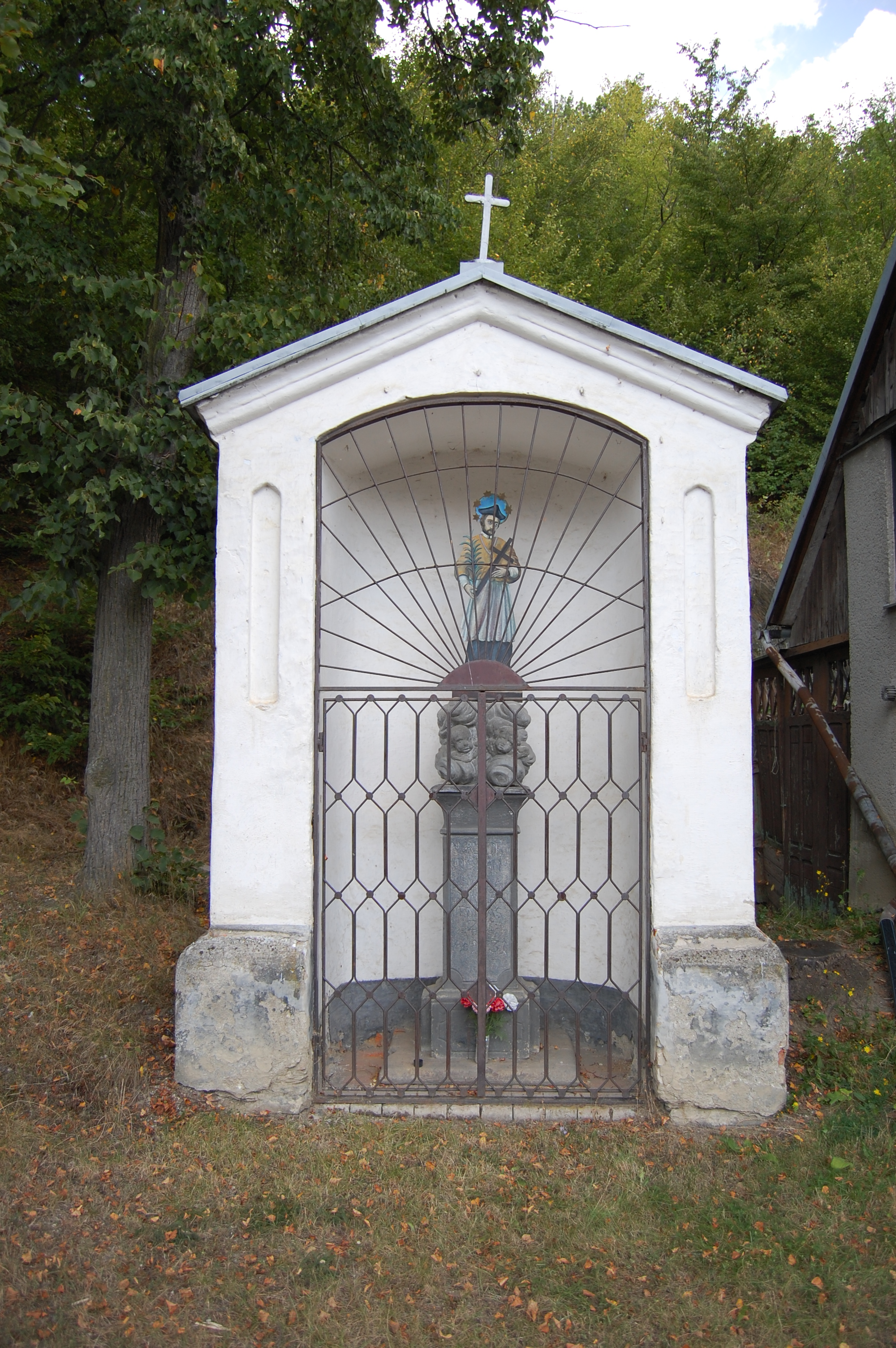
Nischenkapelle des hl. Johannes von Nepomuk

Hamry (deutsch Hammer) ist ein Ortsteil der Stadt Plumlov in Tschechien. Er liegt dreieinhalb Kilometer westlich des Stadtzentrums von Plumlov und gehört zum Okres Prostějov.

## Geographie
Hamry erstreckt sich beiderseits des Flüsschens Hloučela im Drahaner Bergland. Oberhalb des Dorfes liegen die beiden Teiche Hamry II und Hamry I. Gegen Westen wird das Dorf von ausgedehnten Wäldern umgeben, die zum Truppenübungsplatz Březina gehören. Westlich befindet sich die Burgstätte Oberská vrata, nordwestlich die mittelalterliche Stadtwüstung Městisko und die Reste der Burg Ježův hrad.
Nachbarorte sind Vícov und Zdětín im Norden, Lešany und Ohrozim im Nordosten, Stichovice und Plumlov im Osten, Soběsuky und Žárovice im Südosten, Osina im Süden, Březina, Drahany und Bousín im Südwesten, Repechy und Protivanov im Westen sowie Malé Hradisko, Skřivánkov, Okluky und Stínava im Nordwesten.

## Geschichte
Zur Verarbeitung der in den Eisenerzgruben des Drahaner Berglandes gewonnenen Erze ließen die Besitzer der Herrschaft Plumenau an der Hloučela einen Eisenhammer anlegen, bei dem eine Siedlung für die Hammerleute entstand. Die erste schriftliche Erwähnung der Siedlung Hammer erfolgte 1590 im Plumenauer Urbar. Im Jahre 1600 verkauften die Erben des Johann von Pernstein die verschuldete Herrschaft Plumenau schließlich an Karl von Liechtenstein; sie wurde damit Teil des großen Majorates des Hauses Liechtenstein. 
Im Jahre 1835 bestand das im Olmützer Kreis gelegene Dorf Hammer aus 27 Häusern mit 179 mährischsprachigen Einwohnern. Der Hammerer Teich war mit 22 Metzen der viertgrößte Teich der Herrschaft und diente der Karpfenzucht. Das Hammerwerk war zu dieser Zeit schon lange erloschen. Pfarr- und Schulort war Krumsin. Am 20. April 1836 erbte Fürst Alois von und zu Liechtenstein die Herrschaft. Bis zur Mitte des 19. Jahrhunderts blieb Hammer der Fideikommissherrschaft Plumenau untertänig.
Nach der Aufhebung der Patrimonialherrschaften bildete Hamry / Hammer ab 1850 einen Ortsteil der Gemeinde Žárovice im Gerichtsbezirk Plumenau. Ab 1869 gehörte Hamry zum Bezirk Proßnitz; zu dieser Zeit hatte das Dorf 250 Einwohner und bestand aus 29 Häusern. Im Jahre 1900 lebten in Hamry 332 Personen; 1910 waren es 322. Nach dem Ersten Weltkrieg zerfiel der Vielvölkerstaat Österreich-Ungarn, das Dorf wurde 1918 Teil der neu gebildeten Tschechoslowakischen Republik. Hamry löste sich 1920 von Žárovice los und bildete eine eigene Gemeinde. Beim Zensus von 1921 lebten in den 58 Häusern von Hamry 325 Personen, darunter 324 Tschechen. 1930 bestand Hamry aus 71 Häusern und hatte 337 Einwohner. Von 1939 bis 1945 gehörte Hamry / Hammer zum Protektorat Böhmen und Mähren. Während der deutschen Besetzung erfolgte 1940 der Beschluss zur Erweiterung des Schießplatzes Wischau zu einem großen Truppenübungsplatz der Wehrmacht. Zu den 33 für die Errichtung des Truppenübungsplatzes Wischau zu räumenden Dörfern gehörte in der dritten, bis 30. Oktober 1943 zu realisierenden Etappe auch Hamry. In den 91 Häusern von Hamry lebten zu dieser Zeit 317 Menschen. Nach dem Ende des Zweiten Weltkrieges wurde die Gemeinde wieder besiedelt. Ein Teil der Vertriebenen kehrten nach Kriegsende zurück, die Häuser waren jedoch teilweise durch die Übungen beschädigt. Im Jahre 1950 hatte Hamry nur noch 279 Einwohner. 1961 wurde Hamry mit Žárovice zu einer Gemeinde Žárovice-Hamry zusammengeschlossen. Am 1. Juli 1980 erfolgte die Eingemeindung nach Plumlov. Beim Zensus von 2001 lebten in den 84 Häusern von Hamry 139 Personen.

## Ortsgliederung
Der Ortsteil Hamry bildet einen Katastralbezirk.

## Sehenswürdigkeiten
- Kapelle mit Spritzenhaus, in der Ortsmitte
- Steinernes Kreuz, gegenüber der Kapelle
- Nischenkapelle des hl. Johannes von Nepomuk, im Oberdorf. Im Innern befindet sich eine blecherne Heiligenfigur auf einem Steinsockel.
- Gedenkstein der Befreiung, enthüllt 1955 anlässlich des 10. Jahrestages der Befreiung durch die Rote Armee
- Naturdenkmal Hamerská stráň, am südöstlichen Ortsrand
- Naturdenkmal Kozí horka, östlich des Dorfes auf der gleichnamigen Kuppe